# ملین
مُلَیّن (به انگلیسی: Laxative) ماده یا دارویی است که جهت افزایش دفع مدفوع برای جلوگیری یا رفع یبوست استفاده می‌شود. این مواد می‌توانند طبیعی باشند، مانندبرگ سنا، اسفرزه، روغن کرچک و زیتون، یا صناعی، مانند بیزاکودیل. ملین‌های متنوعی وجود دارند که در سرعتِ شروعِ اثر، محل اثر (راست‌روده، رودهٔ بزرگ و رودهٔ کوچک)، اَشکال دارویی، فواصل مصرف، طعم و اثرات جانبی متفاوت هستند؛ بنابراین، برحسب نوع مشکل، می‌توان مناسب‌ترین آنها را انتخاب کرد. ملین‌ها می‌توانند از انواع داروهای محرک، روان‌سازها یا ملین‌های آب‌نمکی باشند و از طریق خوراکی و در برخی موارد ویژه، از طریق تنقیه و راست‌روده تجویز می‌شوند. ملیّن‌ها در مقادیر بالاتر، باعث اسهال می‌شوند.
ملین هادر درمان یبوست در بزرگسالان و کودکان مؤثر هستند زیرا باعث تحریک روده و افزایش انقباض روده، ملین‌های روغنی مدفوع را نرم کرده و عمل دفع را راحت می‌کنند، به‌طور مثال روغن زیتون به دلیل وجود چربی تک اشباع باعث هضم بهتر غذا می‌شود، همچنین باعث می‌شود غذا در طول مسیر روده بهتر حرکت کند.

## انواع ملین‌ها
ملین‌ها را می‌توان به ۴ دستهٔ کلی تقسیم نمود:

### ملین‌ها حجم‌دهنده یا تشکیل‌دهندهٔ توده (Bulk-forming/Bulk Laxatives یا Bulking Agents)
این دسته از ملین‌ها، با احتباس مایع و افزایش حجم مدفوع سبب تحریک دیوارهٔ روده می‌شوند و به این ترتیب عمل دفع را تسهیل می‌نمایند. ۲ تا ۳ روز طول می‌کشد تا این ملین‌ها اثر خود را اعمال کنند. متیل سلولز (گریدهای با ویسکوزیتهٔ متوسط و بالا) و اسفرزه از جمله این ملین‌ها هستند.

### ملین‌های اسمتیک (Osmotic Laxatives)
این ملین‌ها با افزایش فشار اسمزی روده و احتباس مایع در روده عمل می‌کنند. منیزیم سیترات، منیزیم هیدروکسید و سدیم سولفات در این دسته قرار دارند. ماکروگول (پلی‌اتیلن گلیکول یا PEG)، گلیسرول و سوربیتول نیز به عنوان ملین‌های هایپراسمتیک در این دسته قرار دارند.

### ملین‌ها محرک (Stimulant Laxatives)
این دسته از ملین‌ها که شامل بیزاکودیل، سنا، روغن کرچک و سدیم پیکوسولفات، روغن زیتون می‌شود، با تحریک عضلات روده به عمل دفع کمک می‌کنند.

## گیاهان ملیّن
ملیّن‌های قندی: شکرتیغال، بیدخشت، شیرخشت، گزانگبین، گز علفی، ترنجبین و شکر سرخ.
ملیّن‌های روغنی: کرچک، زیتون و روغن زیتون، بادام شیرین، کتان، نارگیل، کاسکارا، اسفرزه
ملیّن‌های لعاب‌دار: پنیرک، ختمی، قدومه.

## گیاهان مسهل
مسهل‌ها عموماً قوی‌تر از ملیّن‌ها هستند. ملیّن‌ها در غلظتِ بالا می‌توانند به‌عنوان مسهل به‌کار برده شوند.
مسهل‌های آنتراکینونی: صبر زرد، سنا، فلوس، روبارب، سیاه توسه.
مسهل‌های صمغی: هندوانه ابوجهل یا هندوانه تلخ، پودوفیل، زالب.

## مصرف بی‌رویهٔ ملین‌ها و ایجاد یبوست
می‌توان مصرف بی رویهٔ ملین‌ها را به عنوان یکی از دلایل شایع یبوست در نظر گرفت. با مصرف ملین‌ها، بخش بزرگ‌تری از روده نسبت به حالت عادی تخلیه می‌شود و در نتیجه پر شدن دوبارهٔ آن زمان طولانی‌تری را می‌طلبد. به همین جهت، ممکن است گمان به یبوست برده شود و دوز بیش‌تری از ملین‌ها مصرف گردد. از طرفی، ملین‌ها سبب دفع سدیم، پتاسیم و آب از بدن می‌شوند. به تبع آن، هورمون آلدوسترون ترشح می‌گردد که وظیفهٔ نگه‌داشتن سدیم و آب در بدن را بر عهده دارد. این هورمون، هم‌زمان، دفع کلیوی پتاسیم را افزایش می‌دهد. نتیجه آن که حرکات پریستالتیک روده به دنبال کاهش سطح پتاسیم ضعیف می‌شوند و باز هم با تصور این که فرد دچار یبوست است، دوز بیش‌تری از ملین‌ها مصرف گردد.